# Михайловка (Харьковский район)
Михайловка (укр. Михайлівка) — село, 
Циркуновский сельский совет,
Харьковский район,
Харьковская область.
Код КОАТУУ — 6325185004. Население по переписи 2019 года составляет 52 (25/27 м/ж) человек.

## Географическое положение
Село Михайловка находится у одного из истоков реки Вялый,
ниже по течению на расстоянии в 1 км расположено село Украинское.
Рядом проходит автомобильная дорога Т-2104.
Вокруг села несколько массивов садовых участков.

## История
- 1875 — дата основания.

## Достопримечательности
- Братская могила советских воинов. Похоронено 57 воинов.